# زرعة شبكية

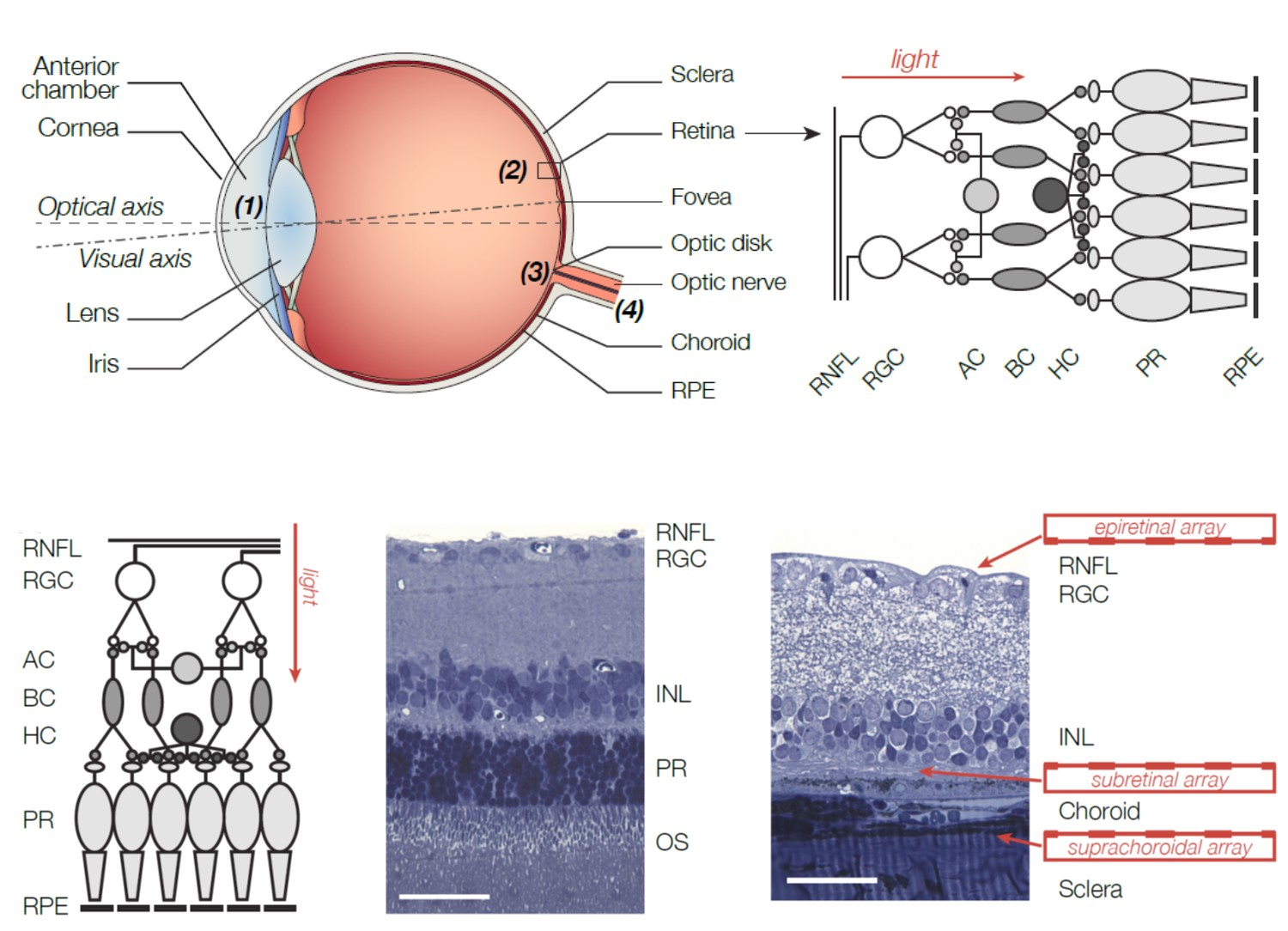

الزرعات الشبكية طورت عدة شركات ومعاهد بحثية في أماكن مختلفة من العالم عملية تبديل الشبكية لاستعادة البصر عند المرضى المصابين بتنكس الشبكية. تهدف هذه العملية لاستعادة البصر الفعال جزئيًا عند الذين فقدوا مستقبلات الضوء بسبب الأمراض التي تصيب الشبكية كالتهاب الشبكية الصباغي أو تنكس بقعي مرتبط بالعمر. توجد ثلاثة أنماط من الزرعات الشبكية تحت التجربة السريرية: فوق الشبكية، وتحت الشبكية (خلفها)، وفوق المشيمية (بين المشيمية والصلبة). تُعرِّف الزرعات الشبكية المعلومات البصرية في الشبكية عن طريق التحريض الكهربائي لعصبونات الشبكية السليمة. وهنا يكون الإدراك البصري الناتج ذو دقة أقل، ولكنه قد يكون مناسبًا للإدراك البصري للضوء والتعرف على الأشياء البسيطة.

## التاريخ
كان فورستر أول من اكتشف أنه يمكن استخدام التحريض الكهربائي للقشرة البصرية لاستحداث إدراك بصري، أو ما يدعى بالوبصة. تطور تطبيق المحرضات القابلة للزراعة التي تهدف لاستعادة البصر للمرة الأولى على يد الدكتورين بريندلي وليوين عام 1968. أوضحت هذه التجربة قابلية نجاح الإدراك البصري المستحدث بالتحريض الكهربائي المباشر، ودفعت إلى تطوير العديد من أجهزة الزرع التي تحرض السبيل البصري، بما فيها الزرعات الشبكية. أصبحت أجهزة التحريض الشبكي بشكل خاص موضع تركيز الأبحاث؛ لأن نحو نصف حالات العمى تعود إلى وجود ضرر في الشبكية. دفع تطور الزرعات الشبكية بدوره أيضًا إلى تقدم عمليات زرع القوقعة ونجاحها، ما أظهر أن البشر يمكن أن يستردوا جزءًا مهمًا من الوظيفة الحسية عند وجود وارد حسي محدود.
نالت زرعات آرغوس الثانية الشبكية المصنوعة من قبل منتجات سيكاند سايت الطبية الموافقة على استخدامها في الولايات المتحدة في فبراير من عام 2013 وفي أوروبا في فبراير من عام 2011، فكانت الزرعة الأولى التي نالت الاعتراف. يمكن أن يساعد الجهاز البالغين المصابين بالتهاب الشبكية الصباغي الذين خسروا القدرة على إدراك الأشكال والحركات على أن ينالوا حرية أكبر في الحركة والقدرة على إنجاز الأعمال اليومية، يُعرف الجهاز فوق الشبكية بالزرعة الشبكية وتعود أصول تطوره إلى ألمانيا ريتينا إمبلانت إيه جي. تخطت هذه الزرعة تجارب سريرية عديدة المراكز في أوروبا ونالت علامة سي إي عام 2013، ما جعلها أول جهاز إلكتروني يعمل عن بعد أن نال تصريح الاستخدام.

## المرشحون
أفضل المرشحين للزرعات الشبكية هم المصابون بأمراض الشبكية، كالتهاب الشبكية الصباغي والتنكس البقعي المتعلق بالعمر. تسبب هذه الأمراض حدوث العمى بتأثيرها على الخلايا المستقبلة للضوء في الطبقة الخارجية من الشبكية، بينما تبقى الطبقة الداخلية والوسطى من الشبكية سليمتين. يجب أن يمتلك المريض على الأقل طبقة خلايا عقدية سليمة ليكون مرشحًا لإجراء زرعة شبكية، يمكن إجراء هذه العملية بأسلوب غير غازٍ باستخدام التصوير المقطعي للترابط البصري، تُؤخذ العوامل الأخرى بعين الاعتبار عند تحديد المرشحين لإجراء الزرعة الشبكية، تشمل هذه العوامل مقدار البصر المتبقي ومستوى الصحة العامة للمريض والتزام عائلته بإعادة التأهيل. يمكن أن تسبب  الزرعات الشبكية رؤية هجبنة عند المصابين بالتنكس البقعي المرتبط بالعمر، والذين قد يملكون رؤية محيطية سليمة. في هذه الحالة ستدعم الزرعات الرؤية المحيطية الباقية بمعلومات بصرية مركزية.

## أنواعها
يوجد نوعان رئيسان من الزرعات الشبكية تُصنف حسب موضعها. توضع الزرعات فوق الشبكية على الوجه الداخلي للشبكية، بينما توضع الزرعات تحت الشبكية بين الطبقة الشبكية الخارجية والظهارة الصباغية للشبكية.

### الزرعات فوق الشبكية

#### أساسيات التصميم
توضع الزرعات فوق الشبكية أعلى سطح الشبكية، فوق طبقة الألياف العصبية، محرضةً عصبونات الشبكية بشكل مباشر ومتجاوزةً كل طبقات الشبكية الأخرى. يُثبت صف الإلكترودات على الشبكية باستخدام مسامير صغيرة تخترق طبقة الصلبة. نموذجيًا، يُحصل على صور ومعلومات بث فيديوية مُعالجة باستخدام كاميرا خارجية تُصور عبر عدسات عينية للإلكترودات المُحرَّضة عن طريق جهاز التيليميتر (جهاز القياس عن بعد). توجد حاجة أيضًا لاستخدام ناقل خارجي لإيصال الطاقة إلى الزرعة عن طريق ملف تحريض بالموجات الراديوية أو ليزر الأشعة تحت الحمراء. تنخفض الدقة عند المعالجة اللحظية للصورة، ويتحسن التباين وتحديد الحواف، وتحول إلى نموذج استقبال فضائي زمني يصل إلى صف الإلكترودات الموجود على الشبكية. يمكن أن تُدمج أغلب الأجهزة الإلكترونية ضمن جهاز خارجي ملحق، ما يسمح بتصغير حجم الزرعة وتحسينها ببساطة دون الحاجة لإجراءات جراحية إضافية. تُقدم الأجهزة الإلكترونية الخارجية تحكمًا كاملًا في معالجة الصور لكل مريض.

#### إيجابياتها
تُحرض الزرعات فوق الشبكية عصبونات الشبكية بشكل مباشر وبهذه الطريقة تتجاوز كل طبقات الشبكية الأخرى. تستطيع الزرعات فوق الشبكية أن توفر الإدراك البصري للأشخاص حتى لو تضررت جميع طبقات الشبكية الأخرى.

#### سلبياتها
طبقة الألياف العصبية لها عتبة تحفيزية تشبه تلك الموجودة في العصبونات الشبكية فسيؤدي هذا إلى تحريض المحاور العصبية التي تمر تحت الإلكترودات الموجودة على الشبكية ما يخلق إدراكًا بصريًا منحنيًا، وبالتالي تتشوه الخريطة الشبكية. حتى الآن لم يكن لدى أي من الزرعات فوق الشبكية بكسلات حساسة للضوء، وبالتالي هي تعتمد على كاميرا خارجية لالتقاط المعلومات البصرية. بخلاف الرؤية الطبيعية لا تُغير حركات العين الصورة المنقولة على الشبكية ما يخلق تصورًا للجسم المتحرك عندما يغير الشخص الواضع لمثل هذه الزرعات اتجاه نظره. لذلك يُطلب من الأشخاص الذين يضعون مثل هذه الزرعات عدم تحريك عيونهم بل مسح المجال البصري وتصفحه برؤوسهم. بالإضافة إلى ذلك يتطلب ترميز المعلومات البصرية في طبقة العصبونات تقنيات معالجة صور متطورة ومعقدة جدًا من أجل حساب الأنواع المختلفة من خلايا عصبونات الشبكية التي ترمز ميزات مختلفة من الصورة.

#### دراسة سريرية
تضمنت أول عملية زرع فوق شبكية باستخدام جهاز آرغوس مجموعة متكونة من السيليكون والبلاتين مع 16 من الإلكترودات. بدأت أول تجربة سريرية لزرعات آرغوس في عام 2002 عن طريق زرعها لستة أشخاص مشاركين. أبلغ جميع المرضى المشاركين بإدراكهم للضوء مع وبصة متميزة مع تحسن الوظيفة البصرية لبعض المرضى بشكل كبير مع مرور الوقت. يجري تطوير الإصدارات المستقبلية من جهاز آرغوس مع إضافة مجموعة إلكترودات متزايدة الكثافة ما يُساهم بتحسين التصميم المكاني. يحتوي أحدث جهاز (وهو آرغوس II على 60 إلكترود)، ويوجد 200 إلكترود قيد التطوير من قبل أطباء العيون والمهندسين في معهد يو إس سي للعيون. حصل جهاز آرغوس 2 على موافقة التسويق في شهر فبراير من عام 2011 (ووجود علامة سي إي يثبت السلامة والأداء) وهو متاح في ألمانيا وفرنسا وإيطاليا والمملكة المتحدة. نُشرت النتائج المؤقتة من 30 مريض ممن خضعوا لتجارب سريرية طويلة الأمد في برنامج طب العيون في عام 2012. حصل آرغوس 2 على موافقة إدارة الغذاء والدواء الأمريكية في 14 أبريل من عام 2013.